# Jazzy Rap Night Live
Jazzy Rap Night Live è un album dal vivo dei gruppi musicali italiani Radical Stuff e Lo Greco Bros, pubblicato nel 1992 dalla Flying Records.

## Tracce
1. Funky Medley – 13:15 (Marco Fiorito, Enzo Lo Greco)
2. So That – 6:41 (Enzo Lo Greco)
3. Medley Muffin' – 10:50 (Marco Fiorito, Enzo Lo Greco)
4. Let's Get Dizzy – 11:53 (Marco Fiorito, M. D'Anca)
5. On the Jazzy Tip – 4:24 (Marco Fiorito, Enzo Lo Greco)

## Formazione
Gruppo
- Radical Stuff
  - MC Sean – voce
  - Kaos One – voce
  - DJ Skizo – giradischi
- Lo Greco Bros
  - Enzo Lo Greco – basso
  - Gianni Lo Greco – percussioni

Altri musicisti
- Michael Rosen – sassofono
- Sonny Taylor – tastiera
- Dada – sassofono, flauto

Produzione
- F.B. – produzione
- Enzo Lo Greco – produzione
- Bips Studio – registrazione, missaggio, mastering digitale